# Elio Toaff

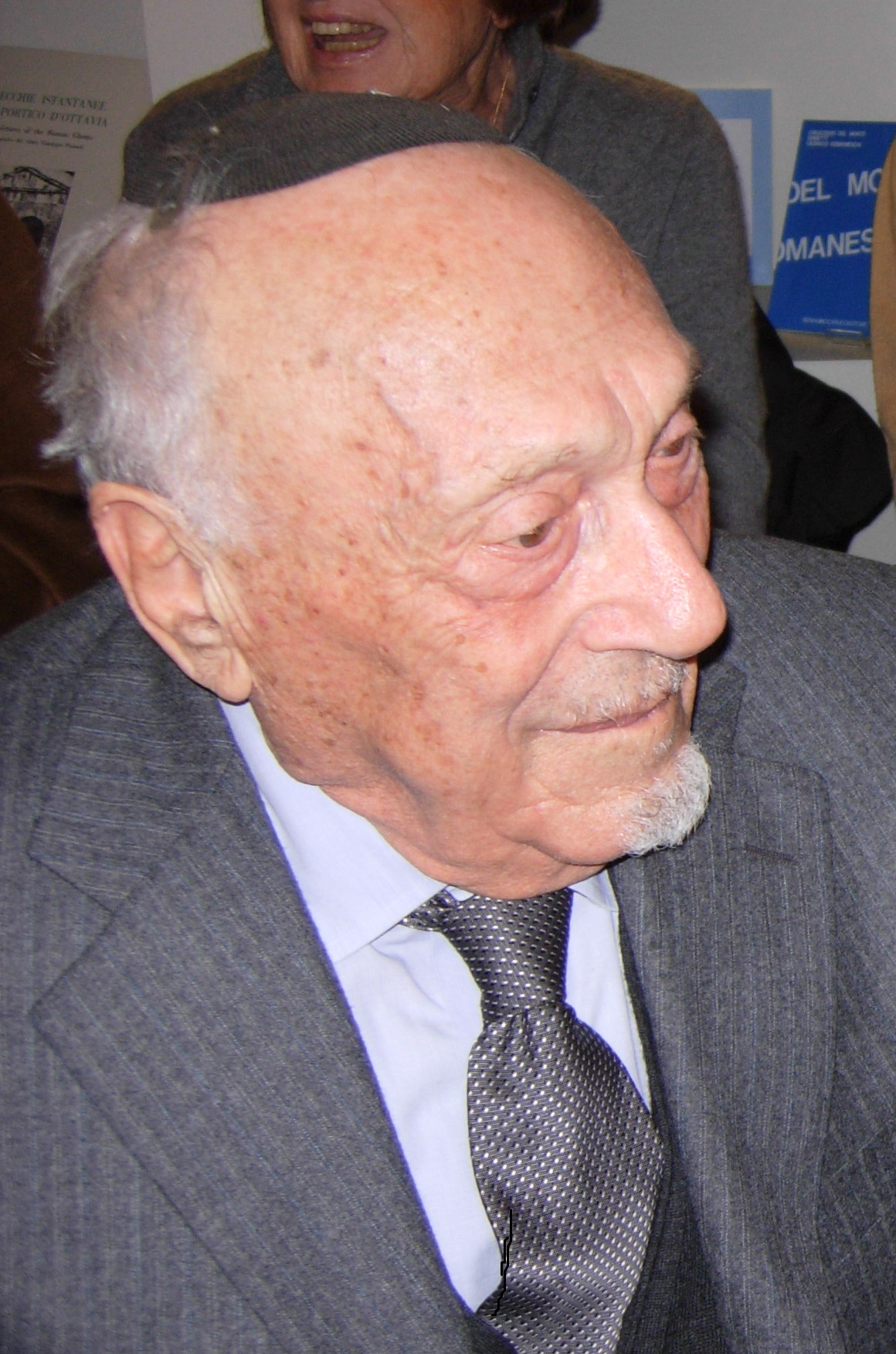
Elio Toaff (2007)

Elio Toaff (geboren am 30. April 1915 in Livorno; gestorben am 19. April 2015 in Rom) war Großrabbiner von Rom und eine der wichtigsten jüdischen Nachkriegspersönlichkeiten Italiens.

## Leben
Toaffs Geburtsstadt ist Livorno. Sein Vater war Alfredo Sabato Toaff (1880–1963), ein Rabbiner und Lehrer für alte Sprachen und von 1931 bis zu seinem Todesjahr Präsident der Assemblea dei Rabbini d’Italia. Seine Mutter war Alice Jarach (1879–1973). Toaff studierte Rechtswissenschaften in Pisa, da sein Vater Vorbehalte gegen eine Rabbinerkarriere seines Sohnes hatte. Sein Betreuer war der Jurist Lorenzo Mossa, der ihm 1939 einen Abschluss in Handelsrecht trotz der durch das faschistische Regime eingeführten italienischen Rassengesetze von 1938 ermöglichte. Wolfgang Benz zitiert im Handbuch des Antisemitismus Toaffs Einschätzung, vor 1938 habe es so gut wie keinen spürbaren Antisemitismus in Italien gegeben, die entsprechenden Änderungen hätten umso traumatischer gewirkt. In einem 1995 auf Englisch veröffentlichten Interview mit dem italienischen Journalisten Nicola Caracciolo sagte Toaff: „Ich muss sagen, wenn die Italiener antisemitisch gewesen wären, könnten Sie heute nicht mit mir sprechen, weil es hier keine Juden mehr gäbe. [...] Auf der anderen Seite haben die Italiener Juden immer als Bürger anerkannt, mit denen sie zusammen leben, die sie nur wegen ihrer Sitten und Religion als anders ansahen.“ Toaff gelang es, mit einer Magisterarbeit zu den jüdischen Handelsgesellschaften in Palästina sein Studium abzuschließen. Gleichzeitig studierte Toaff aber auch am Rabbinerseminar in Livorno.
1941 wurde er Rabbiner in Ancona, wo er 1943 knapp der Gefangennahme durch deutsche Truppen entkam und die jüdische Gemeinde mit lokaler Hilfe nach Bari evakuieren konnte. Er schloss sich 1943 den Partisanen in der Toskana an. Er wurde gefangen genommen und war bereits zum Tode verurteilt worden und gezwungen, sein eigenes Grab zu schaufeln, konnte aber noch entkommen.
Von 1946 bis 1951 war er Rabbiner in Venedig und lehrte Hebräisch an der Universität Venedig. Als Ziel seines Lebens sah er die Behauptung und Verbreitung des Judentums, als lebendiges (bzw. Lebens-) System und als noch immer aktuelle Lehre, entgegen den Turbulenzen und Widrigkeiten seiner Zeit. Heinz-Joachim Fischer sieht bei ihm nicht aufgezwungenes Leiden, sondern die aktive Lehre und Gemeindearbeit als Leitstern.

### Großrabbiner in Rom
Von 1951 bis 2002 war er Großrabbiner von Rom und prägte die traditionsreiche, aber nach dem Zweiten Weltkrieg versprengte und verunsicherte Gemeinde der Juden in Rom über Jahrzehnte. Sein Hauptanliegen war der Wiederaufbau jüdischer Schulen und die Festigung des jüdischen Bildungswesens in Rom. Toaff wurde in dieser Zeit zur zentralen Leitfigur des italienischen Judentums. Mit dem Boxer und Streetfighter Pacifico Di Consiglio (genannt Moretto) gründete er eine Selbstverteidigungsorganisation, blieb dabei selbst als spiritueller Kopf und Verbindungsmann zur religiösen und theologischen Elite Roms im Vordergrund. Die deutsche, unter anderem von Rolf Hochhuths Der Stellvertreter geprägte Sicht auf das Verhalten Papst Pius’ XII. während der deutschen Besatzung wurde von italienischen Überlebenden des Holocaust und Rabbinern laut Nadine Ritzer nicht übernommen. Elio Toaff gedachte 1963 beim Tod Pius’ XII. der „mitfühlende[n] Güte und Hochherzigkeit des Papstes während der Unglücksjahre der Verfolgung und des Terrors“.
Die italienische Erinnerungskultur änderte sich signifikant während der Amtszeit Toaffs. Erst in den 1990er Jahren wurde die nationalsozialistische Vernichtungspolitik in der Öffentlichkeit als speziell gegen die Juden gerichtet wahrgenommen. In Italien wurde damals unter anderem die vatikanische Verlautbarung Wir erinnern uns: Nachdenken über die Shoah 1998 wie das Seligsprechungsverfahren für Pius XII. und die Heiligsprechung von Edith Stein 1998 von öffentlichem Interesse, kritische Stimmen aus der jüdischen Gemeinde wurden zunehmend auch als spezifisch jüdisch wahrgenommen. Dabei sahen Toaff und die Journalistin und Gemeindevertreterin Tullia Zevi in Wir erinnern uns einen wichtigen Schritt, was von jüngeren Mitgliedern der jüdischen Gemeinde eher verhalten kommentiert wurde.
Nach dem palästinensischen Anschlag auf die Große Synagoge von Rom 1982 intensivierte Moretto den Druck auf Antisemiten und Sympathisanten der Terroristen. Die jüdische Gemeinde, die sich auch auf der Tiberinsel im Tempio dei Giovani versammelte und ein neues und attraktives jüdisches Viertel schuf, reagierte engagiert. Toaff deckte und unterstützte unter anderem öffentlichkeitswirksame Aktionen römischer Juden gegen neofaschistische Gruppierungen im Rom der 1990er Jahre und ebenso gegen die zeitweise befürchtete Einstellung des Gerichtsverfahrens gegen Erich Priebke. Zu Toaffs Wirken gehört aber auch die Verweigerung des Totengebets für Benjamin Murmelstein, den als kontrovers betrachteten Rabbiner der Israelitischen Kultusgemeinde Wiens sowie Judenältesten im Ghetto Theresienstadt, den er am Rande des jüdischen Friedhofs begraben ließ.
Die von Moretto und Toaff geprägte Generation übernahm nach 2000 auch die politische Leitung der Gemeinde, unter anderem in der Person Riccardo Pacificis, eines Enkels Riccardo Reuven Pacificis. Sie reagierte mit Demonstrationen und Aktionen in Zusammenarbeit mit der nichtjüdischen Gemeinde auf den Mord an drei israelischen Jugendlichen 2014 und den Anschlag auf das Jüdische Museum von Belgien 2014.

### Rolle im christlich-jüdischen Dialog

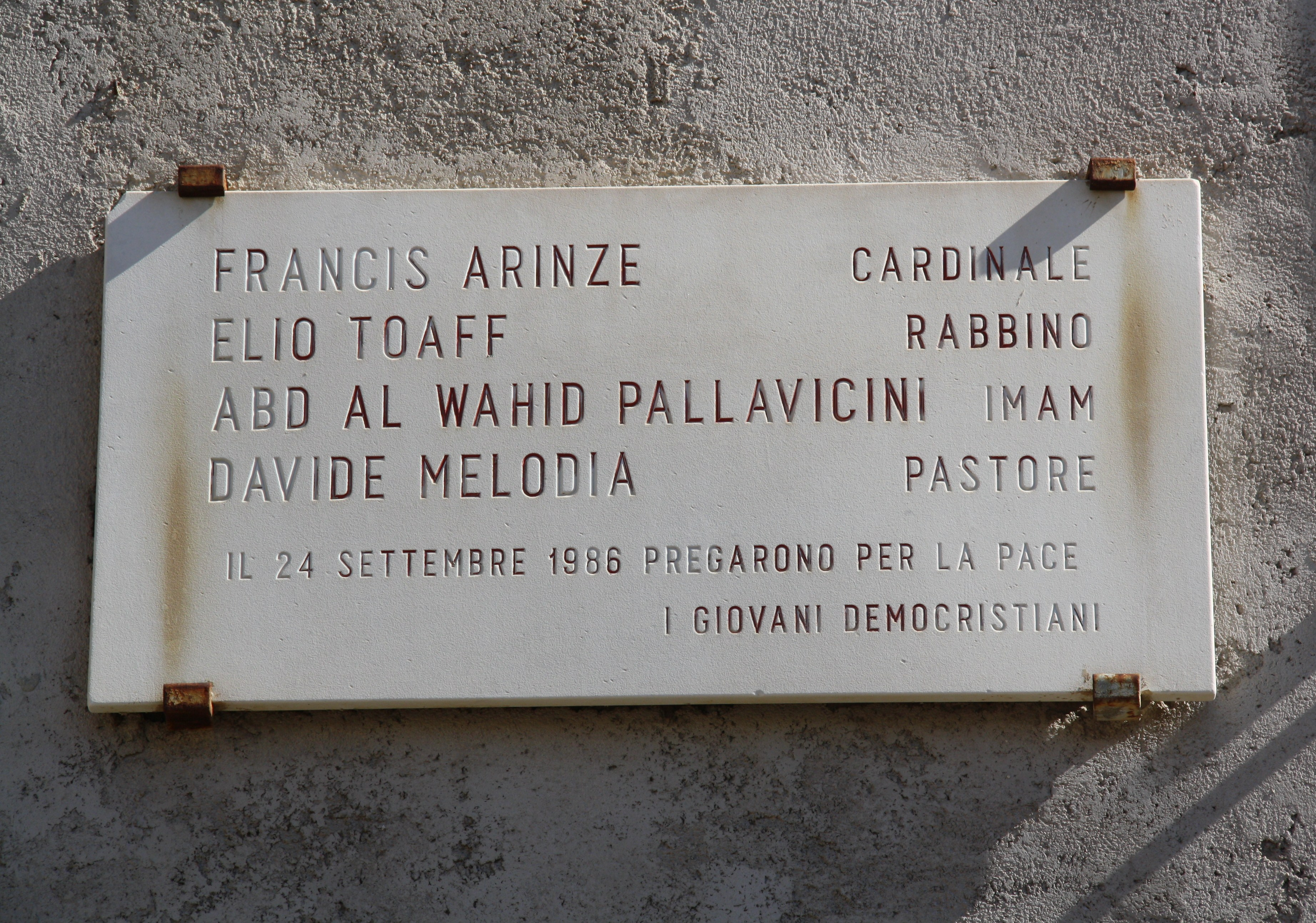
Gedenkplatte an den Ruinen der Chiesa del Luogo Pio in Livorno zum Friedensgebet am 24. September 1986 von Kardinal Francis Arinze, Rabbiner Toaff, Imam Abd Al Wahid Pallavicini und Pastor Davide Melodia

Elio Toaff förderte den christlich-jüdischen Dialog und war für Annäherungsversuche und Versöhnungsansätze von katholischer Seite offen und ein wichtiger Ansprechpartner. Eine wichtige Grundlage dabei war die Erklärung Nostra Aetate von 1965, ein bleibendes Vermächtnis des Zweiten Vatikanischen Konzils. Der heilige Stuhl hatte Israel 1984 anerkannt, schloss 1993 einen Grundlagenvertrag und nahm am 15. Juni 1994 mit Israel diplomatische Beziehungen auf. Dies fand aber strikt auf staatlicher (nicht religiöser) Ebene statt, es wurde damit auch kein ranghöchster Repräsentant der jüdischen Religion identifiziert oder offiziell anerkannt. Am 13. April 1986 empfing Toaff in der Synagoge von Rom Papst Johannes Paul II., der als erster Papst in der Kirchengeschichte eine Synagoge besuchte. Nach Georg Weigel, einem amerikanischen katholischen Intellektuellen und Biographen von Johannes Paul II., trug dieser gerade wegen des offiziellen und symbolischen Charakters des Besuchs die kompletten Insignien, einschließlich Brustkreuz. Toaff habe im Vorfeld Bedenken dagegen angesprochen und intern im Sinne von Wir sind uns einig geworden: Er kommt so angezogen wie immer kommentiert.
Am 7. April 1994 fand im päpstlichen Auftrag ein Gedenkkonzert zur Erinnerung an die Shoah in der Sala Nervi im Vatikan statt.   Elio Toaff nahm bei dem Konzert neben dem italienischen Staatspräsidenten Oscar Luigi Scalfaro und Papst Johannes Paul II. als Ehrengast teil, protokollarisch auf demselben Rang. Der Empfang des Papstes in der römischen Synagoge wie die weiteren Schritte einer politischen Annäherung des Heiligen Stuhls und des Staates Israels wurden auch von Rabbi Adin Steinsaltz, einem wichtigen religiösen Führer und Talmudgelehrten in Israel begrüßt. Steinsaltz zufolge bedeutete die Annäherung aber keine Lösung der theologischen Fragen, die gegenseitige Anerkennung im religiösen Sinne zwischen Christen und Juden sei nicht einfach. An den klassischen jüdisch-christlichen Konferenzen hätten die israelischen Oberrabbiner und führende jüdische Gelehrte wenig oder kein Interesse. Bei solchen Veranstaltungen stünden (Übersetzung des Spiegel) meist gute Christen schlechten Juden gegenüber.
Toaff nahm als ranghoher jüdischer Vertreter an den Weltgebetstreffen in Assisi teil, die zum ersten Mal am 27. Oktober 1986 auf Einladung Johannes Pauls II. veranstaltet wurden und ebenso 1993, 2002 und 2011 stattfanden. Diese Veranstaltungen werfen wichtige und grundlegende theologische Fragen zu Liturgie und Ablauf des gemeinsamen (oder parallelen) Betens und Feierns von Juden, Christen und Muslimen auf.
2001 ehrte ihn Bürgermeister Walter Veltroni als Ehrenbürger Roms. Am 4. April 2005 erwies Toaff dem verstorbenen und aufgebahrten Papst die letzte Ehre. Toaff war neben Stanisław Dziwisz die einzige lebende Person, die im Testament des Papstes erwähnt wurde.

### Familie
1941 heirateten Elio Toaff und Lia Luperini, eine Lehrerin. Sie bekamen zusammen vier Kinder: Ariel, Miriam, Daniel und Gadiel.
Einer seiner Söhne ist der israelische Historiker Ariel Toaff, dessen umstrittene Thesen im Buch Passahfest des Blutes auch auf den Widerspruch von Elio Toaff trafen. Elio Toaff starb am 19. April 2015 in Rom, wenige Tage vor seinem 100. Geburtstag, und wurde in seiner Heimatstadt Livorno beerdigt.

## Ehrungen
2010 wurde die Fondazione Elio Toaff in Rom gegründet. Ihr Ziel ist der Schutz und die Bewahrung des jüdischen Erbes in Italien.
Das Museo Ebraico di Roma hat Toaff zwei Ausstellungen gewidmet. 2010 anlässlich seines 95. Geburtstages und dann noch einmal 2015.

## Werke
- Perfidi giudei, fratelli maggiori („Treulose Juden, große Brüder.“) 1987 (Autobiographie).
- Essere ebreo. („Jude sein.“) Mit Alain Elkann, 1994.
- Il Messia e gli ebrei. („Der Messias und die Hebräer.“) Mit Alain Elkann, Bompiani, 1999.